# Синдром автопивоварни
Синдро́м автопивова́рни, также синдро́м фермента́ции кише́чника — редкое заболевание, при котором в пищеварительной системе в результате эндогенной ферментации образуется опьяняющее количество этанола Патогеном был идентифицирован Saccharomyces cerevisiae, вид дрожжей. Недавние исследования показали, что бактерии Klebsiella pneumoniae могут похожим образом ферментировать углеводы в кишечнике, ускоряя неалкогольную жировую болезнь печени.
Может возникнуть у пациентов с синдромом короткой кишки вследствие хирургической резекции из-за ферментации мальабсорбированных углеводов.
Это состояние использовалось в качестве защиты от обвинений в вождении в нетрезвом виде.
В одном случае заболевание оставалось невыявленным в течение 20 лет.
Синдром был исследован и исключён, как возможная причина синдрома внезапной детской смерти.
Разновидность синдрома встречается у людей с аномалиями печени, которые мешают ей нормально выделять или разрушать алкоголь. В этом случае симптомы синдрома развиваются, даже если кишечные дрожжи производят слишком мало алкоголя, чтобы опьянить здорового человека.

## Симптомы
Болезнь может оказать серьёзное влияние на повседневную жизнь. Помимо повторяющихся побочных эффектов, таких как чрезмерная отрыжка, головокружение, сухость во рту, похмелье, дезориентация, синдром раздражённого кишечника и синдром хронической усталости, могут возникать другие проблемы со здоровьем, например депрессия, беспокойство и низкая производительность труда. Непредвиденное появление опьянения может привести к трудностям личного характера, а неясность состояния может помешать обращению за медицинской помощью.

## Диагностика
Определить наличие алкоголя в организме способен алкотестер. Чтобы учесть естественные колебания и создать более полную картину, измерения могут проводиться несколько раз в день.

## Лечение
Лечение предусматривает изменение диеты в сторону уменьшения углеводов и увеличения белка. Сахар преобразуется в алкоголь, поэтому любая диета, которая снижает количество сахара, также снижает количество алкоголя, которое из него может быть получено. Все, что вызывает дисбаланс между полезными и вредными бактериями в кишечнике, также может увеличить вероятность развития ферментации в кишечнике. Это могут быть не только антибиотики, но и чрезмерное употребление сахара и углеводов. Приём пробиотиков может усилить защиту, увеличивая количество полезных бактерий в системе пищеварения.